# Valeriana valdiviana
Valeriana valdiviana là một loài thực vật có hoa trong họ Kim ngân. Loài này được Phil. miêu tả khoa học đầu tiên năm 1858.